# Gesellschaft zur Erforschung und Therapie von Persönlichkeitsstörungen (GePs)
Die Gesellschaft zur Erforschung und Therapie von Persönlichkeitsstörungen (GePs) e. V. ist eine unabhängige wissenschaftliche Fachgesellschaft in der Rechtsform eines gemeinnützigen, in Deutschland eingetragenen Vereins. Sie versteht sich als Forum für mit Persönlichkeitsstörungen arbeitende Ärzte, Psychologen, Psychotherapeuten und Mitglieder weiterer beispielsweise pflegerisch, pädagogisch oder beratend tätiger Berufsgruppen. Ziele der Gesellschaft sind die Ausrichtung und Förderung wissenschaftlicher Tagungen wie des Hamburger Symposiums Persönlichkeitsstörungen sowie die Vermittlung von Supervision mit Schwerpunkt Persönlichkeitsstörungen.

## Tätigkeitsbereiche
Die GePs zählt als Arbeitsschwerpunkte insbesondere
- die Förderung der interdisziplinären Erforschung und Therapie von Persönlichkeitsstörungen
- den Austausch von Erfahrungen und Erkenntnissen aus Klinik, Forschung und Praxis der Behandlung von Persönlichkeitsstörungen, auch durch eine eigene Fachzeitschrift
- die Verbesserung der Versorgung, unter anderem durch gesundheitspolitische Aktivitäten
- die wissenschaftliche, auch internationale Kooperationen (z. B. Initiierung von Multicenterstudien)
- die Fort- und Weiterbildung in der Anwendung von spezifischer Diagnostik und Therapie der Persönlichkeitsstörungen
- die Zusammenarbeit von Vertretern der verschiedenen psychotherapeutischen Schulen im Bereich der spezifischen Behandlung von Persönlichkeitsstörungen
- die Zusammenarbeit mit anderen, vergleichbaren Zwecken dienenden Einrichtungen

in ihrer Satzung auf.
Die GePs gliedert sich in vier Fachausschüsse:
- Öffentlichkeitsarbeit und Politik (Sprecher: Birger Dulz)
- Forschung (Sprecher: Stephan Doering)
- Aus-, Fort-, Weiterbildung / Psychotherapie-Richtlinien (Sprecher: Rudi Merod)
- Kinder- und Jugendpsychiatrie und -psychotherapie (Sprecherin: Maya Krischer)

Herausgegebene Fachzeitschrift der Gesellschaft zur Erforschung und Therapie von Persönlichkeitsstörungen ist die PTT Persönlichkeitsstörungen – Theorie und Therapie aus dem Verlag Klett-Cotta. Diese erscheint vierteljährlich.

## Preise
Die GePs verleiht jährlich zwei Förderpreise für herausragende wissenschaftliche Arbeiten, den Hamburg-Preis Persönlichkeitsstörungen und den Hamburger Fellowship Persönlichkeitsstörungen. Der Hamburg-Preis Persönlichkeitsstörungen ist mit einem Preisgeld von 15.000 € dotiert und wird von den Asklepios Kliniken Hamburg gestiftet.
Preisträger
- 2006 – Ulrich Sachsse
- 2007 – Nicolas Rüsch
- 2008 – Peter Zorn, Volker Roder
- 2009 – Martin Bohus
- 2010 – Martin Sack
- 2011 – Steffen Moritz, Carsten Spitzer, Katja Wingenfeld
- 2012 – Babette Renneberg
- 2013 – Klaus Lieb
- 2014 – Lilian Konicar
- 2015 – Melitta Fischer-Kern
- 2016 – Ueli Kramer
- 2017 – Sebastian Euler
- 2018 – Michael Schönenberg
- 2019 – Nikolaus Kleindienst
- 2020 – Peer Briken
- 2021 – Robin Bekrater-Bodmann
- 2022 – Katja Bertsch, Sabine C. Herpertz
- 2023 – Isabella Schneider